# Pfarrkirche Golling an der Salzach

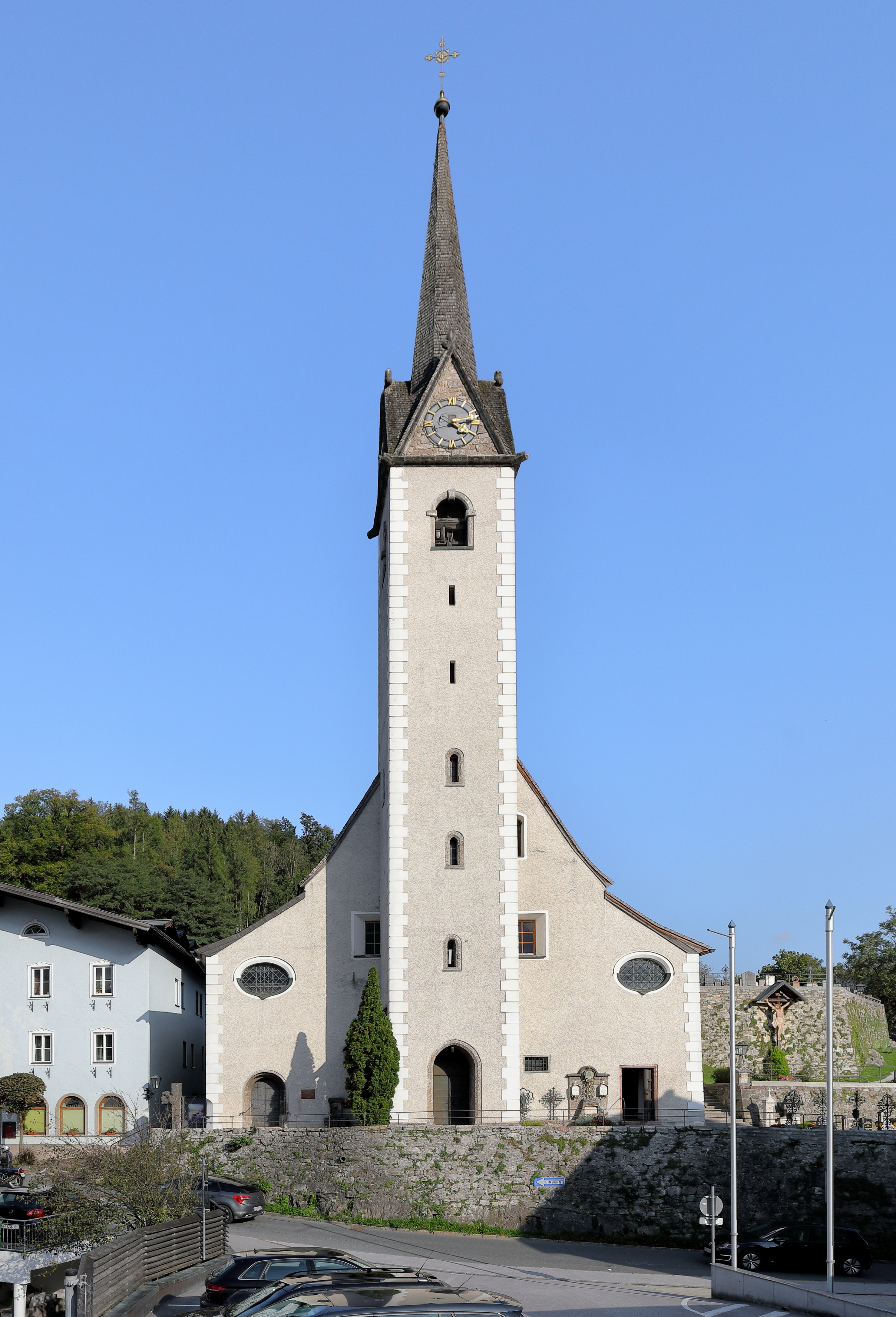
Westansicht der Pfarrkirche

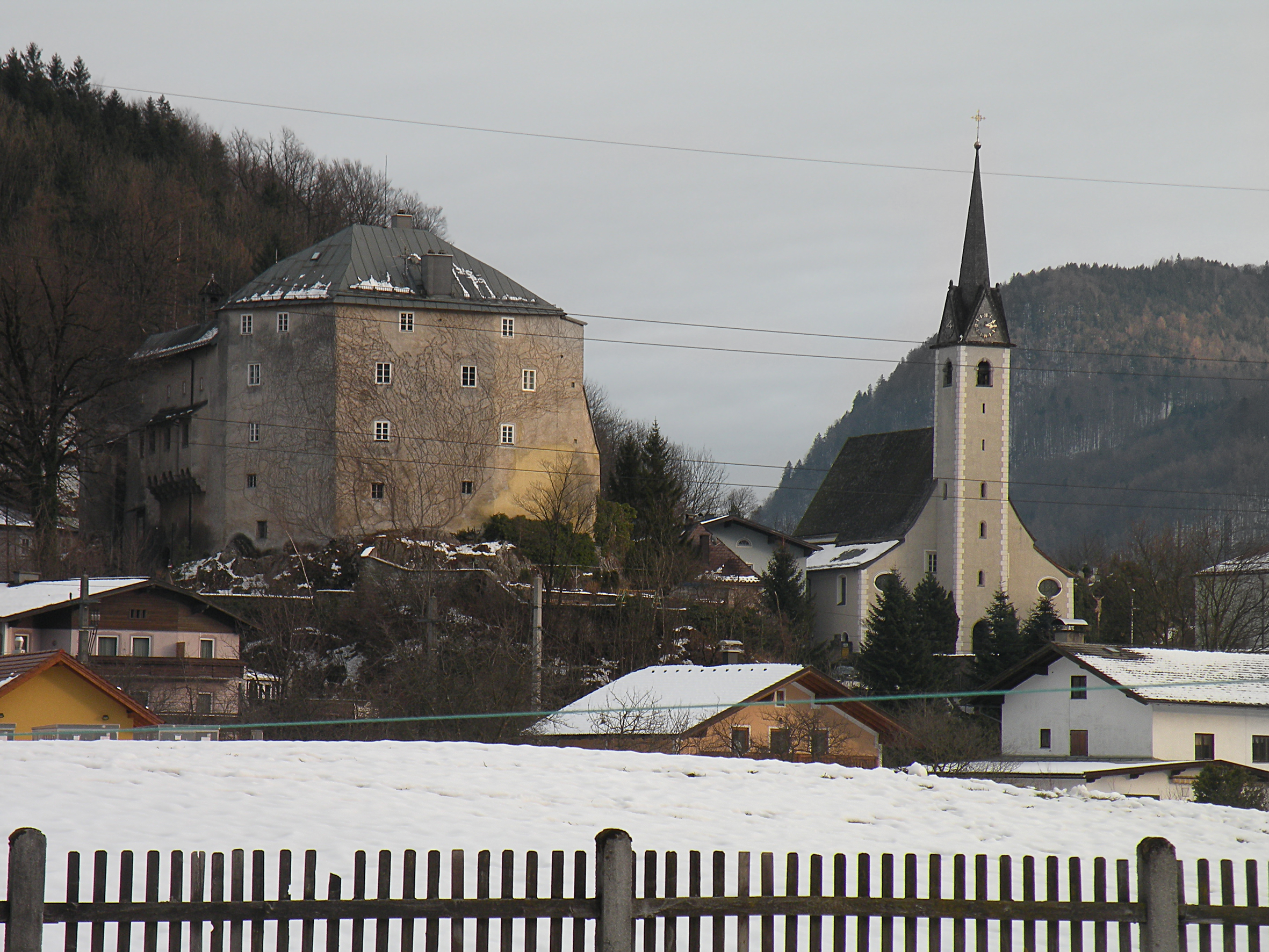
Die Burg Golling und die Pfarrkirche

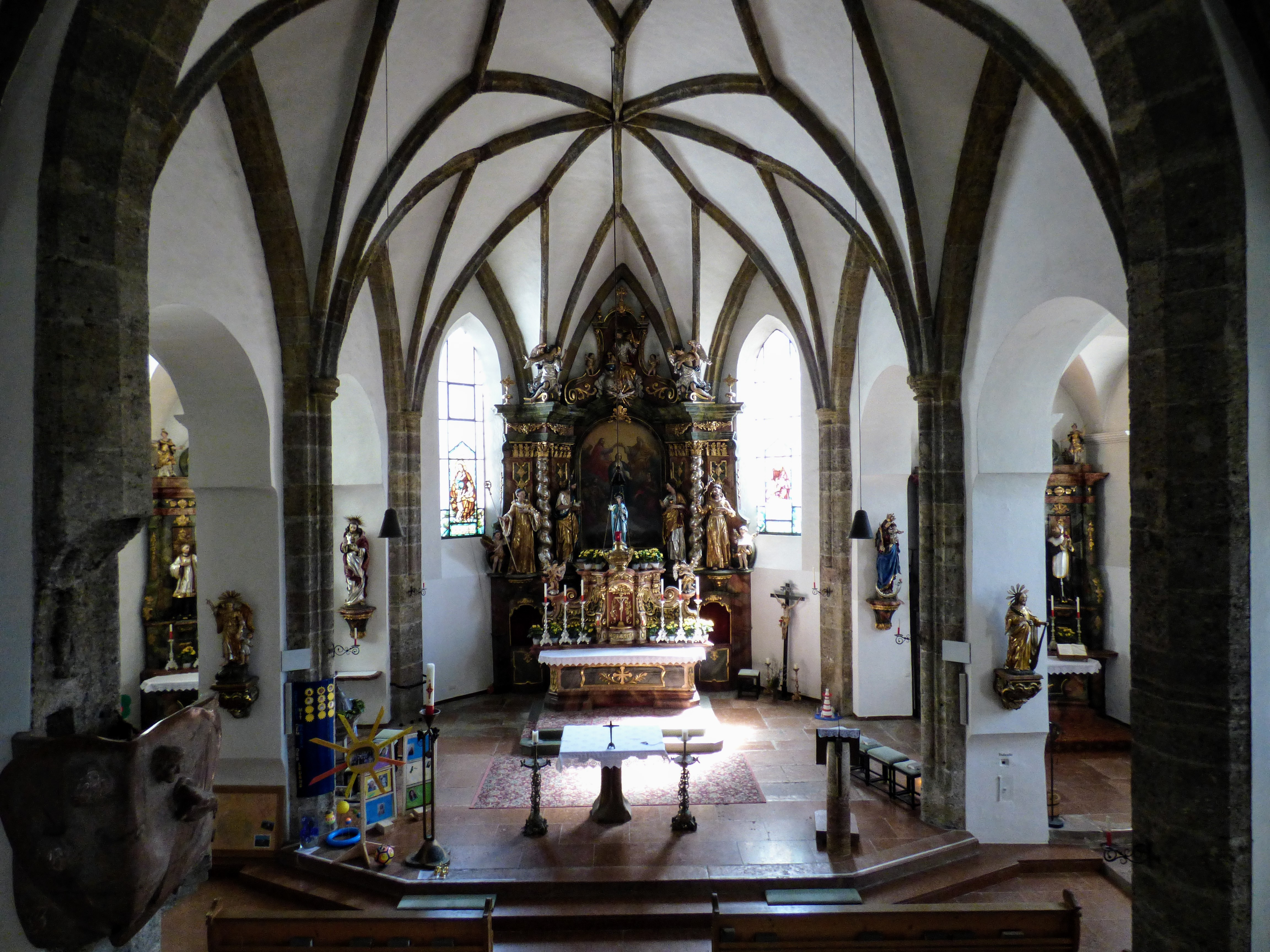
Vom Langhaus zum Chor

Die römisch-katholische Pfarrkirche Golling an der Salzach steht im Ort Golling in der Gemeinde Golling an der Salzach im Bezirk Hallein im Land Salzburg. Die Pfarrkirche zu den hll. Johann Bap. und Johann Ev. gehört zum Dekanat Hallein in der Erzdiözese Salzburg, das Patrozinium wird am Johannistag, dem 24. Juni gefeiert. Die Kirche steht unter Denkmalschutz.

## Geschichte
Eine Kirche wurde 1384 urkundlich genannt. Die Kirche war ursprünglich einschiffig und wurde 1689 vom Salzburger Hofbaumeister Giovanni Gaspare Zuccalli zu einer zweischiffigen umgebaut bzw. erweitert. In dieser Zeit erfolgte auch eine Erhöhung des Kirchturmes. Die Turmkrone, eine Laterne mit Zwiebelturm, wurde 1888 nach einem Blitzschlag schwer beschädigt und erhielt danach den charakteristischen Spitzturm.
Die Kirche wurde 1856 zur Pfarrkirche erhoben. 1959/1960 erfolgte eine Restaurierung.

## Architektur
Die Kirche steht erhöht im Süden des Ortes Golling. Der Friedhof umgibt die Kirche im Süden und Osten auf einem steil ansteigenden Niveau.
Der Außenbau bildet einen geschlossenen Baukörper mit einer Giebelfassade im Westen. Die barocken Seitenschiffe an Langhaus und Chor haben einen geraden Schluss. Die Fenster sind hochrechteckig. Im Osten sind rechteckige Fenster in barocke querovale Fensteröffnungen eingemauert. Der Chor hat einen Dreiseitschluss mit spitzbogigen Fenstern. Am Chorhaupt im Osten steht eine angebaute zweigeschoßige Sakristei. Der gotische Turm trägt eine barocke Glockenstube von 1685 mit einem Spitzgiebelhelm von 1890. Der Turm ist ungegliedert mit einer Eckquadrierung und rundbogigen Schallfenstern. Im Norden des Turmes ist eine Nische mit einem Pultvordach mit einer barocken Ölberggruppe angebaut. Das östliche Giebelfeld steht die Figur Madonna mit Kind von Josef Zenzmaier (1960). In der Turmhalle ist ein Sternrippengewölbe auf Konsolen. Das Westportal zeigt geritzte Szenen des Alten und Neuen Testamentes (1960), die Turmhalle beherbergt ein Kruzifix (1961), beide von Josef Zenzmaier.

## Ausstattung
Der Hochaltar mit einem Wandaufbau von 1707 hat im Sockelgeschoß seitlich eingebaute Beichtstühle. Das Hochaltarblatt Krönung Mariens mit den Wetterheiligen Johannes und Paul und Joseph malte Josef Rattensperger (1859).

## Orgel

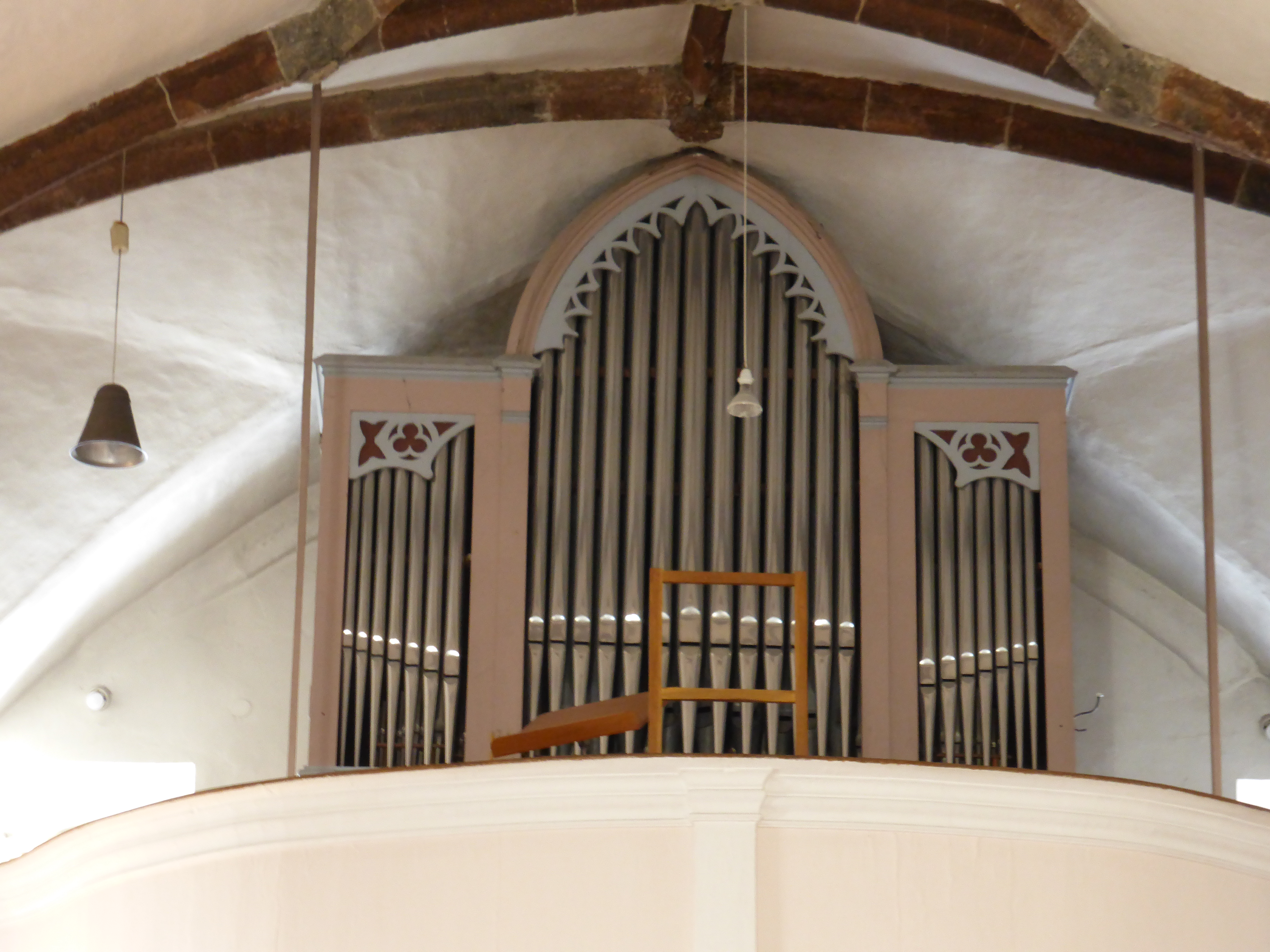
Matthäus-Mauracher-Orgel, 1877

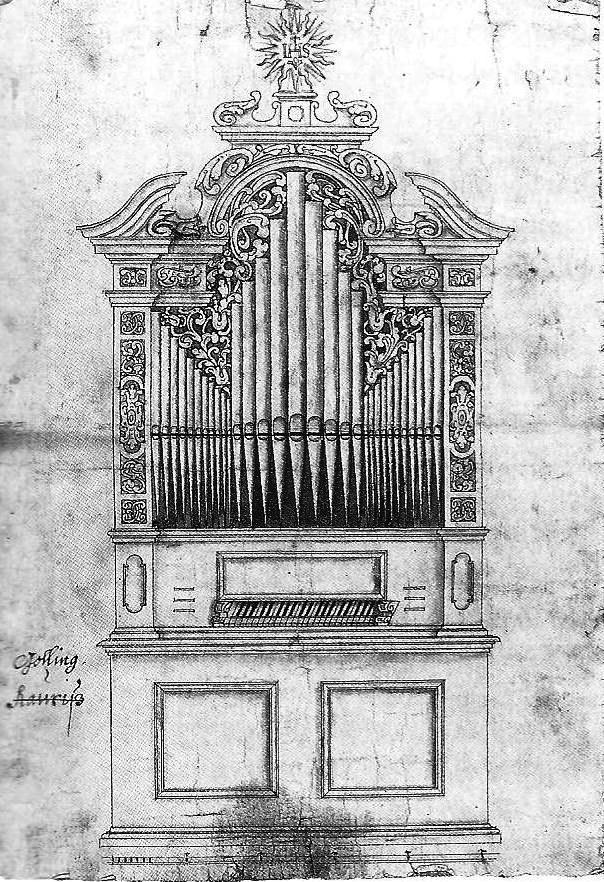
Christoph Egedacher-Orgel, 1696

1696 schuf Christoph Egedacher eine neue Orgel für die Vikariatskirche Golling, von der sich ein Entwurf erhalten hat.
Diese Orgel wurde 1877 von Matthäus Mauracher d. Ä. im Jahr 1877 abgebaut und durch ein neues Instrument ersetzt. 1983 gestaltete Fritz Mertel die Mauracher-Orgel um, unter anderem entfernte er dabei den Spieltisch zugunsten einer Spieltafel und setzte neue Prospektpfeifen aus Zinn ein. Im Jahr 2008 zerlegte Orgelbauer Christian Kögler das Instrument und sanierte es umfassend.

### Disposition
| I Manual C–g3 |    |
| Dolce         | 8′ |
| Gedeckt       | 8′ |
| Gamba         | 8′ |
| Principal     | 8′ |
| Octav         | 4′ |
| Superoctav    | 2′ |
| Mixtur        |    |

| II. Manual C–g3 |    |
| Geigenprincipal | 8′ |
| Flöte           | 8′ |
| Flöte           | 4′ |
| Flautino        | 2′ |

| Pedall C–f1 (30 Töne) |     |
| Subbass               | 16′ |